# Les Chaînes de l'avenir
Les Chaînes de l'avenir (titre original : The World Jones made) est un roman de science-fiction écrit par Philip K. Dick en 1954 et publié en 1956.

## Résumé
Dans un monde dévasté par la guerre, le nouveau système politique imposé repose sur le relativisme.
Un homme, Jones, prétend pouvoir voir l'avenir avec un an d'avance et convainc rapidement de nombreux fidèles, allant jusqu'à prendre le pouvoir sur Terre.
Parallèlement, des êtres génétiquement modifiés sont créés afin de coloniser Vénus.

## Thèmes abordés
Les Chaînes de l'avenir aborde de nombreux thèmes ; des simples avatars classiques de la science-fiction aux concepts politiques plus poussés, l'auteur mélange les idées et rend ainsi le monde qu'il décrit plus crédible.

### Un parallèle avec le nazisme...
Le parallèle entre le jonesisme et le nazisme est évident : culte de la personnalité, création de comités politiques (les jeunesses jonesiennes, comité des femmes jonesiennes), incitation à la haine (des dériveurs)... 

Le personnage de Jones lui-même rappelle par certains côtés Hitler : frêle et petit, mais rempli d'un charisme et d'une capacité oratoire hors du commun, excellent politicien et capable de manipuler les évènements à sa guise.

### ... et le soviétisme
De nombreux éléments permettent d'établir une certaine relation entre le gouvernement du Goufédem décrit par Dick et le communisme soviétique de l'URSS : le fait d'imposer une doctrine - le Relativisme - au nom du bonheur du peuple, répression des déviants par les camps de travail, police secrète omniprésente...

### La guerre totale
Une guerre totale a détruit le monde et a causé de nombreuses mutations sur la population.
Certains critiques[réf. nécessaire] voient là une bonne raison pour qualifier l'œuvre de Dick de post-apocalyptique. 

Néanmoins, la reconstruction en cours, la présence d'un gouvernement ainsi que celle de technologies avancées telles que des vaisseaux intersidéraux et des manipulations génétiques réfute cette appartenance au genre.

### La pantropie
Un thème de science-fiction rare apparait dans ce roman : la pantropie. L'adaptation génétique d'êtres humains à la colonisation d'autres planètes est abordée par Dick à travers l'histoire secondaire. 

Des fœtus modifiés et soumis à des conditions de vie proches de celles de Vénus sont élevés et finalement envoyés pour coloniser la planète.
Ce thème se retrouve dans d'autres romans de science-fiction tels que Semailles humaines de James Blish.

### D'autres avatars de la science-fiction
On retrouve d'autres thèmes classiques de la science-fiction : la présence de robots dédiés aux tâches quotidiennes, la capacité de vision de l'avenir d'un personnage ou encore la présence de vie indigène sur la planète Vénus.

## Éditions françaises
- Librairie des Champs-Élysées, Le Masque Science-fiction no 41, 1976, réédition en 1981,  (ISBN 2-7024-0506-1)
- Livre de poche, collection SF no 7091,  (ISBN 2-253-04627-2)
- Omnibus, dans La Porte Obscure, 1994, réédition en 2003  (ISBN 2-258-03699-2)
- J'ai Lu, collection Nouveaux Millénaires no 8, dans Romans 1953 - 1959, 2012  (ISBN 978-2-290-03406-4)